# George Trapp
George Trapp (Detroit, 11 luglio 1948 – Detroit, 21 gennaio 2002) è stato un cestista statunitense, professionista nella NBA e in Francia.
Era il fratello di John Trapp.

## Carriera
Venne selezionato dagli Atlanta Hawks al primo giro del Draft NBA 1971 (5ª scelta assoluta).

## Palmarès
- Campione AABA (1978)